# Bibinje
Bibinje (lateinisch Bibanium, italienisch Bibigne) ist eine Gemeinde in Kroatien. Der Touristenort liegt an der Adriaküste in Norddalmatien, in der Gespanschaft Zadar und ist 5 km südlich von der Stadt Zadar entfernt. Erstmals urkundlich erwähnt wurde Bibinje im Jahr 1214. Zwischen Bibinje und dem Nachbarort Sukošan befindet sich die Marina Dalmacija, der mit 70.000 m² größte Yachthafen an der Adria.
Im Jahr 2011 hatte der Ort 3985 Einwohner, davon 98,32 % Kroaten.

## Persönlichkeiten
- Franko Lisica (1968–1991), Polizist, gilt als erstes kroatisches Opfer des Kroatienkriegs im Kreis Zadar[1]. Seine Ermordung löste Ausschreitungen in Zadar aus.